# Vitnjuljaure
Vitnjuljaure är en sjö i Sorsele kommun i Lappland och ingår i Umeälvens huvudavrinningsområde. Sjön har en area på 0,0764 kvadratkilometer och ligger 790,1 meter över havet. Vitnjuljaure ligger i Vindelfjällen Natura 2000-område. Sjön avvattnas av vattendraget Vitnjulbäcken.

## Delavrinningsområde
Vitnjuljaure ingår i det delavrinningsområde (733992-151103) som SMHI kallar för Förgrening. Medelhöjden är 834 meter över havet och ytan är 8,6 kvadratkilometer. Det finns inga avrinningsområden uppströms utan avrinningsområdet är högsta punkten. Vitnjulbäcken som avvattnar avrinningsområdet har biflödesordning 3, vilket innebär att vattnet flödar genom totalt 3 vattendrag innan det når havet efter 427 kilometer. Avrinningsområdet består mestadels av skog (12 procent) och kalfjäll (84 procent). Avrinningsområdet har 0,08 kvadratkilometer vattenytor vilket ger det en sjöprocent på 0,9 procent.